# 그물 세포
그물 세포(reticular cell, 망상 세포)는 콜라겐 알파-1(III)(collagen, type III, alpha 1)을 합성하고 이를 사용하여 그물섬유(reticular fiber, 망상섬유)를 생성하는 일종의 섬유아세포이다. 세포는 섬유질을 세포질로 둘러싸서 다른 조직 구성 요소 및 세포로부터 격리시킨다. 망상세포는 대부분의 림프 기관의 뼈대인 얇은 섬유 네트워크를 생성하고 유지하기 때문에 구조적 지지를 제공한다.

## 같이 보기
- 살균제